# Fétigny (Friburgo)
Fétigny é uma comuna da Suíça, localizada no Cantão de Friburgo, com 835 habitantes, de acordo com o censo de 2010 . Estende-se por uma área de 4,58 km², de densidade populacional de 205 hab/km². Confina com as seguintes comunas: Cugy, Granges-près-Marnand (VD), Ménières, Payerne (VD) e Trey (VD).
A comuna está localizada no exclave de Estavayer-le-Lac.
A língua oficial nesta comuna é o francês.

## Idiomas
De acordo com o censo de 2000, a maioria da população fala francês (97,3%), sendo o alemão a segunda língua mais comum, com 2,0%, e o português a terceira, com 0,3%.